# Мазуренко, Василий Петрович
Васи́лий Петро́вич Мазуре́нко (1877, Криворожье — 21 ноября 1937, Алма-Ата) — украинский общественно-политический и государственный деятель, инженер-технолог, экономист.

## Биография
Родился в слободе Криворожье Донецкого округа Области войска Донского (ныне село в Миллеровском районе Ростовской области РФ). Учился в сельской школе и реальном училище. Революционную деятельность начал в социалистических ученических кружках (1892—1894) под руководством В. Кронифельда, Б. Богучарского, В. Акимова (Махновца). Окончил технологический институт в Санкт-Петербурге (1904). Глава «Воронежского землячества», член украинской студенческой общины в Санкт-Петербурге. С 1901 — член Революционной украинской партии. За участие в студенческих демонстрациях на некоторое время был выслан в Полтаву (1901). С 1904 принадлежал к «Заграничному комитету» РУП. Один из основателей и руководителей Всероссийской крестьянского союза (1905). Арестован и лишён права занимать должности в государственных и общественных учреждениях (1905). Как преподаватель работал на кафедре технологии силикатов Петербургского женского политехнического института (1910—1917). Член Украинской социал-демократической рабочей партии.
После Февральской революции (1917) избран в президиум исполкома Петроградского совета рабочих депутатов, исполкома крестьянских депутатов Донской области (1917). Член Украинской Центральной Рады (1917—1918), избранный от Харьковской губернии. Заместитель генерального секретаря финансов и советник народного министерства финансов Украинской Народной Республики (ноябрь 1917 — март 1918). Член ЦК УСДРП (1918). Товарищ министра финансов Украинской Державы и УНР (1918—1919). В отдельные периоды несколько раз был и. о. генерального секретаря (народного министра) финансов в кабинетах Винниченко (ноябрь 1917 — январь 1918) и В. Голубовича (март 1918), а также — и. о. народного министра финансов УНР в кабинете В. Чеховского (декабрь 1918 — январь 1919).
Глава миссии Украинской Народной Республики в Италии и Австрии (1919). Член Австрийской коммунистической партии. Вернулся в Украину 1921. Вместе с Н. Чечелем и А. Жуковским вёл переговоры с руководством Украинской ССР относительно возможного возвращения в Украину группы украинских социалистов-революционеров во главе с М. Грушевским. Принят в КП(б)У в январе 1922 Участвовал в работе торговой миссии УССР (1921). Делегат Австрийской коммунистической партии на 3-м конгрессе Коммунистического Интернационала (июнь—июль 1921). Работал в Палате мер и весов в Харькове. Член редакционной коллегии и сотрудник журнала «Научно-технический вестник» (Харьков, 1926—1928).
Репрессирован в начале 1930-х гг. по делу контрреволюционной организации «Украинский национальный центр». Выслан в Алма-Ату.
В 1937 казнён по решению «тройки» в Алма-Ате.
Реабилитирован в октябре 1957 из-за отсутствия состава преступления.

## Семья
Братья тоже состояли в левом крыле УСДРП и перешли на сторону Советской власти, а во время сталинских чисток были репрессированы:
- Семён — видный деятель Всероссийского крестьянского союза, дипломат УНР.
- Юрий — юрист, член Всеукраинского революционного комитета УСДРП («незалежников»).

## Научные работы
- «Die wirtschaftliche Selbststandigkeit der Ukraine in Zahlen» («Ukrainischer Pressedienst». Berlin, 1921).